# Detlef Jantzen
Detlef Jantzen (* 27. Oktober 1960) ist ein deutscher Archäologe und Landesarchäologe Mecklenburg-Vorpommerns. Er ist Dezernatsleiter Archäologie beim Landesamt für Kultur und Denkmalpflege, Archäologie und Denkmalpflege, Dezernat Archäologie, in Schwerin.

## Werdegang
Jantzen studierte Ur- und Frühgeschichte, Mittlere und Neuere Geschichte sowie Kunstgeschichte an der Christian-Albrechts-Universität zu Kiel. 1994 übernahm er für das Landesamt für Bodendenkmalpflege Mecklenburg-Vorpommern die Leitung der Prospektion an der geplanten Bundesautobahn 20 und danach die Projektleitung der Ausgrabungen an deren Trasse. Zwischenzeitlich war er für archäologische Tätigkeiten auf der Erdgastrasse Dargun–Stralsund verantwortlich. 1996 wurde er Leiter der Außenstelle Waren des Landesamtes für Bodendenkmalpflege sowie Gebietsdezernent Zentralmecklenburg. 2003 wurde er Dezernent für neuzeitliche Bodendenkmale und leitete die Dezernatsgruppe frühgeschichtliche Bodendenkmale. Im Jahr darauf promovierte er an der Universität Kiel mit einer Dissertation zum Thema Quellen zur Metallverarbeitung im nordischen Kreis der Bronzezeit. 2007 trat er die Leitung des Dezernates Archäologie beim Landesamt für Kultur und Denkmalpflege an. 2011 folgte seine Ernennung zum ersten Landesarchäologen von Mecklenburg-Vorpommern.
Seit 2010 leitet Jantzen zusammen mit Thomas Terberger die Erforschung des bronzezeitlichen Schlachtfeldes im Tollensetal. Neben der Bronzezeit in Nordeuropa gehören zu seinen Forschungsschwerpunkten unter anderem die Siedlungsarchäologie in Norddeutschland und Skandinavien, die experimentelle Archäologie und die Aufarbeitung der Archäologie in der Zeit des Nationalsozialismus.

## Veröffentlichungen (Auswahl)
- Detlef Jantzen und Josef Riederer: Quellen zur Metallverarbeitung im nordischen Kreis der Bronzezeit. Steiner, Stuttgart 2008, ISBN 978-3-515-09192-3.
- Detlef Jantzen, Jörg Orschiedt, Jürgen Piek, Thomas Terberger (Hrsg.): Tod im Tollensetal. Forschungen zu den Hinterlassenschaften eines bronzezeitlichen Gewaltkonfliktes in Mecklenburg-Vorpommern, Teil 1: Die Forschungen bis 2011 (= Beiträge zur Ur- und Frühgeschichte Mecklenburg-Vorpommerns, Band 50), Schwerin (Landesamt für Kultur und Denkmalpflege Mecklenburg-Vorpommern) 2014, ISBN 978-3-935770-43-9.